# Гімн (повість)
«Гі́мн» (англ. Anthem) — антиутопія Айн Ренд, вперше надрукована 1938 року.
Події відбуваються у невизначений час в майбутньому, коли людство повернулось до темних часів внаслідок вад ірраціональності та колективізму, порожнечі соціалістичного мислення та соціалістичної економіки. Технологічний прогрес детально планується (якщо він взагалі дозволений), а поняття індивідуальності знищено (наприклад, займенник «Я» зник). Подібно до інших праць, Ренд проводить чітку межу між цінностями «соціалізму/комуни» рівності та братерства і цінностями капіталізму, такими як цілеспрямованість та індивідуальність.

## Персонажі
Рівність 7-2521 (англ. Equality 7-2521) описано як парубка «шість футів заввишки, 21 років від роду» Рівність 7-2521 здійснює експерименти з електрикою аби буквально і фактично стати тим, хто принесе світло, подібно до Прометея Свобода 5-3000 називає його «непереможним» (англ. Unconquered).
Рівність 7-2521 закохується в Свободу 5-3000 (англ. Liberty 5-3000). Її описано як «хоробру та цілеспрямовану. Її очі темні, а погляд прямий і безстрашний. Їй не відома провина». Рівність називає її «Золота».

## Сюжет
Переховуючись в закинутому тунелі, Рівність 7-2521 розповідає про своє походження, навколишнє суспільство, та своє відчуження. Одразу кидається в очі використання виключно займенників множини (ми, наш, вони) для звертання до себе та інших. Ідея Світової Ради полягала в тому, аби винищити всі індивідуалістичні думки. Доходило до того, що порушників спалювали на вогнищі за використання Невимовного Слова (Я, Мені, Сам, та Его). Також він згадує своє дитинство. Його виховували, як і всіх дітей у світі Гі́мну без батьків, в Домі Новонароджених, звідти його відправлено до Дому Студентів, де почалось його навчання. Згодом він помічає, що був народжений з «прокляттям»: йому хочеться думати та ставити питання, і не хочеться віддавати себе в жертву іншим, що суперечить принципам, на яких засноване суспільство в Гі́мні. Йому легко дається математика та інші науки, і він мріє стати Дослідником. Однак, за розподіл робочих місць відповідає Рада з Працевлаштування, яка направляє його в Дім Прибиральників Вулиць.
Рівність сприймає своє призначення з радістю, аби відволіктись від свого збочення (бажання вчитись). Він працює разом з Інтернаціоналом 4-8818 та Спілка 5-3992. Інтернаціонал надзвичайно великого зросту, талановитий художник (що є його збоченням, оскільки лише люди, яких призначили художниками мають право малювати), та єдиний друг Рівності (мати друга також злочин, оскільки в суспільстві Гі́мну, не можна віддавати перевагу одному з братів). Спілка, «вони мають половину мозку» страждає на епілепсію.
Однак, Рівність лишається допитливим. Одного дня він знаходить на закріпленій за ним території вхід до підземного тунелю та починає досліджувати його, незважаючи на протести Інтернаціоналу 4-8818, оскільки діяльність недозволена Радою заборонена. Рівність розуміє, що тунель лишився ще з часів Незгадуваних Часів, до появи суспільства Гі́мну та починає пошуки в ньому. Протягом щоденних тригодинних відвідувань театру, він втікає від решти глядачів та ховається в тунелі, аби робити наукові експерименти.
Одного дня, працюючи поза містом, Рівність зустрічає та закохується в дівчину, Свободу 5-3000, яку він називає «Золота». Натомість, Свобода 5-3000 називає Рівність «Непереможний».
Продовжуючи свої наукові дослідження, він знову відкриває електрицтво (яке він, майже до кінця книжки, називає «енергією небес») та лампу розжарювання. Він вирішує поділитись своїми відкриттями зі Світовою Радою Дослідників, аби ті дізнались про його талант та дозволили працювати разом. Ним все ще рухає соціально-нав'язана мотивація допомагати своїм співгромадянам. Однак, однієї ночі він проводить забагато часу в підземному тунелі і помічається його відсутність, його арештовують та відправляють до Храму Виправного Утримання, де піддають тортурам, після чого він легко втікає.
Наступного дня після втечі, він відвідує Світову Раду Дослідників, де показує свою працю. Перелякані дослідники відкидають її, оскільки вона не була дозволена Радою та ставить під загрозу рівновагу їхнього світу. Коли Рада намагається знищити його працю, він забирає її та втікає в ліс (який називають Нерозвіданим Лісом) за межами Міста.
Зайшовши до Нерозвіданого Лісу, Рівність починає розуміти, що відтепер він став вільним, йому не треба вставати разом зі своїми братами прибирати вулиці. (Важливо відмітити, що входити або навіть думати про Нерозвіданий Ліс було заборонено всім мешканцям Міста, тому Рівність ніхто не переслідував). Він може «встати, бігти, сісти, впасти, стрибнути і впасти знову.» Усвідомивши це, Рівність відкидає думки про свою загибель в пащі лісових хижаків через своє збочення. У нього з'являється нове бачення світу та свого місця в ньому.
На другий день перебування в лісі, Рівність зіштовхується з Золотою, або Свободою 5-3000, котра йшла за ним з самого Міста. Вони обіймаються, намагаючись висловити свої почуття, оскільки ще не можуть ставитись до себе як до індивідів. Згодом, в горах вони знаходять будинок, який чудово зберігся ще з Незгадуваних Часів та вирішують жити в ньому.
Читаючи книжки з бібліотеки в будинку, Рівність та Свобода знаходять Невимовне Слово, те, за яке призначена смертна кара, це слово — «Я». Зрозумівши священну цінність та індивідуальність, яку воно несе в собі, вони обирають собі нові імена з книжок: Рівність стає Прометеєм, а Свобода стає Гея. В кінці книжки, Прометей розповідає про минуле, та розмірковує про те, як люди могли втратити свою індивідуальність, і окреслює майбутнє, коли її буде відновлено.
Останнє слово книжки, Его, викарбовується Прометеєм в камінні.

## Аналогії
В 12 Розділі, Ренд звертається до Грецької міфології, змінивши імена двох героїв. Рівність змінює ім'я на Прометей, натяк на титана, котрий вкрав вогонь у Зевса та віддав його людям. Свобода бере собі ім'я Гея, натяк на титана Землі та матері Богів.
|  | Я читав про чоловіка, котрий жив тисячі років тому. Зі всіх імен в цих книжках, саме його ім'я я б хотів носити. Він взяв вогонь в богів та віддав його людям, та навчив людей бути богами. Він страждав через свій вчинок, так само, як страждають всі ті, хто несе вогонь. Його ім'я Прометей. І я прочитав про богиню, яка була народила землю та всіх богів. Її ім'я Гея. Нехай це буде твоє ім'я, Золота, оскільки ти станеш матір'ю нового виду богів. |

## Історія

### Написання
Ренд, ще будучи підлітком в Радянському Союзі, збиралась написати Гі́мн як драму. Після еміграції до США, Ренд покинула ідею написання Гі́мну, але повернулась до неї після того, як прочитала коротеньку новелку в Saturday Evening Post події якої відбувались в майбутньому.
Вважається, що це була «By the Waters of Babylon» написана Стефаном Вінсентом Бене, яку було надруковано з назвою «The Place of the Gods» в номері «The Saturday Evening Post» від 31 липня 1937 року.
Гі́мн має багато ідей подібних до старішої новели «Ми» Євгенія Зам'ятіна, котрий також жив у Радянському Союзі. Зокрема:
1. Новела у вигляді таємного щоденника або журналу.
2. Замість імен люди мають номери.
3. Статеві відносини суворо регулюються.
4. Різновид «стадного» мислення людей в антиутопії.
5. Чоловік, на якого позитивно впливає жіночій персонаж.

Однак, обидві історії відрізняються в багатьох місцях. Наприклад, суспільство Ми не зазнало наукового або технологічного занепаду, в його розпорядженні є рентгенівське випромінення, літаки, мікрофони тощо. Натомість, люди в Гі́мні вірять в те, що світ плоский а сонце обертається навколо нього, і що пускати кров хворим допомагає в лікуванні. Схожість творів призвела до спекуляцій стосовно того, наскільки сильно історія Зам'ятіна вплинула на Ренд. Однак, мало доказів того, що Ренд взагалі читала новелу Зам'ятіна, і вона ніколи не згадувала її розповідаючи про своє життя в Росії.

### Історія видання
Спочатку, Ренд збиралась надрукувати Гі́мн як історію для журналу, але її агент переконав видати книгу. Рукопис було відіслано водночас до Macmillan Publishers в США (яке надрукувало попередній роман Ренд, Ми, Живі) та Cassell у Великій Британії. «Cassel взяв рукопис одразу… МакМіліан відмовився від нього; їхнє пояснення: автор не розуміє соціалізм.»
Після успіху роману Джерело, оновлене друге видання було надруковане в 1946 році. Перше видання стало суспільним надбанням в Сполучених Штатах в 1966, оскільки авторські права не були оновлені через 28 років після публікації, як того вимагав закон про авторське право. Ювілейне видання до 50-річчя вийшло в 1995 році, в додатку до нього йде перше британське видання з редакторськими правками Айн Ренд.

## Вплив
Роман надихнув та мав вплив на створення багатьох музичних творів та цілих альбомів. За словами Ензо Стюарті, Пет Бун написав музики а його друг Френк Ловеджой написав слова до композиції «Prelude» з альбому Stuarti Arrives at Carnegie Hall. Пісня починається з фрагменту, взятого прямо з Гі́мну. В іншій частині пісні з'являються слова з роману: «… Я стою на сторожі своїх скарбів: мої думки, мої бажання, моя земля, та моя свобода. І найдорожчим з них є свобода.» В датованому 4 травня 1964 року повідомленні до Айн Ренд згадується недозволене використання її твору, однак не відомо про жодну судову реакцію на нього.
Обкладинка альбому Anthems of Rebellion гурту Arch Enemy та його тематика і слова пісень також зазнали впливу окресленого в романі світу. Нейл Перт також визнав роль Гі́мну в написанні пісні «2112» яка також віддзеркалює сюжет, структуру та основну тему Гі́мну. Гурт також впустив пісню «Гімн», а лейбл називається Anthem Records.
Спілка Лібертарінаців Футурологів нагородила Гі́мн нагородою Залу Пошани Прометея в 1987 році.